# Schlusstakt
Ein Schlusstakt ist in der Musik der letzte Takt eines Musikstücks bzw. eines Abschnitts eines solchen. Besondere Bedeutung hat der Schlusstakt in vielen auftaktigen Musikstücken, da er besonders bei Strophenliedern und einfacheren Instrumentalstücken, die dem klassischen Formprinzip unterliegen, den Auftakt zu einem vollen Takt ergänzt, wie er dann im übrigen Werk überall zu finden ist (unter der Annahme, dass keine Taktwechsel stattfinden), um so das Musizieren der Strophen bzw. Wiederholungen mit einem durchgängigen Puls zu ermöglichen.

## Schlusstakte und ihr mehrfaches Auftreten
Die Bezeichnung Schlusstakt lässt fälschlicherweise vermuten, dass ein solches Gebilde nur am Ende eines Musikstücks stehen dürfte. Es existiert korrekt gesetztes Notenmaterial, das einen Auftakt inklusive zugehörigem Schlusstakt zum Beispiel im ersten Abschnitt fordert. Um die Takte richtig mit Notenwerten zu füllen, muss die Fortsetzung nach dem ersten Abschnitt wieder mit einem Auftakt beginnen. An der Schnittstelle von innerem Schlusstakt mit dem nachfolgenden Auftakt findet sich häufig ein Doppelstrich mitten in einem Takt, der vorne und hinten von einfachen Taktstrichen begrenzt wird. Da sich mitten im Stück nun ein neuer Auftakt befindet und wieder seinen Partner fordert, den Schlusstakt, steht ein solcher am Ende des Stückes, wobei nun die Bezeichnung Schlusstakt als Wort schlüssig ist.

## Musikbeispiele, mit Auftakt-Schlusstakt-Paaren
- The House of the Rising Sun
- When the Saints Go Marching In